# エルドレット
エルドレット(Eldoret)は、ケニアの都市。人口は約47万人（2019年）で、ナイロビ、モンバサ、ナクルに続くケニアで4番目に大きな都市である。住民はカレンジン人が中心で、少数のキクユ人も住む。
ケニア中部の高原地帯、リフトバレー州の標高2100mの地点に位置している。エルドレット周辺は高地トレーニングのメッカとなっており、ポール・テルガトなど著名なアスリートを数多く輩出し、ケニアのマラソン競技の隆盛を支えている。

## 歴史
エルドレットが建設されたのは1910年で、当時は「64」とだけ呼ばれていた。1912年に現在のエルドレットという名に改称された。1924年にはウガンダ鉄道がエルドレットまで開通し、以後付近の農産物・畜産物の集散地として発展した。
2007年-2008年のケニア危機で、エルドレットでは大暴動が起き、ムワイ・キバキ大統領の出身民族であるキクユ人と、野党候補のライラ・オディンガを支持したカレンジン人が対立して多数の死傷者が出た。近郊で農園を経営していた元オリンピック選手のルーカス・サングも、この事件の際殺害された。

## 経済
エルドレットには大きな市場があり、物資の集散地となっている。周辺ではコムギ・トウモロコシ・除虫菊などが栽培され、また繊維産業も盛んである。
モンバサからナイロビを経由してエルドレットまで石油製品パイプラインが伸びており、ここから石油がトラック輸送され、ウガンダの需要を満たしている。カンパラまでのパイプライン延伸計画がある。

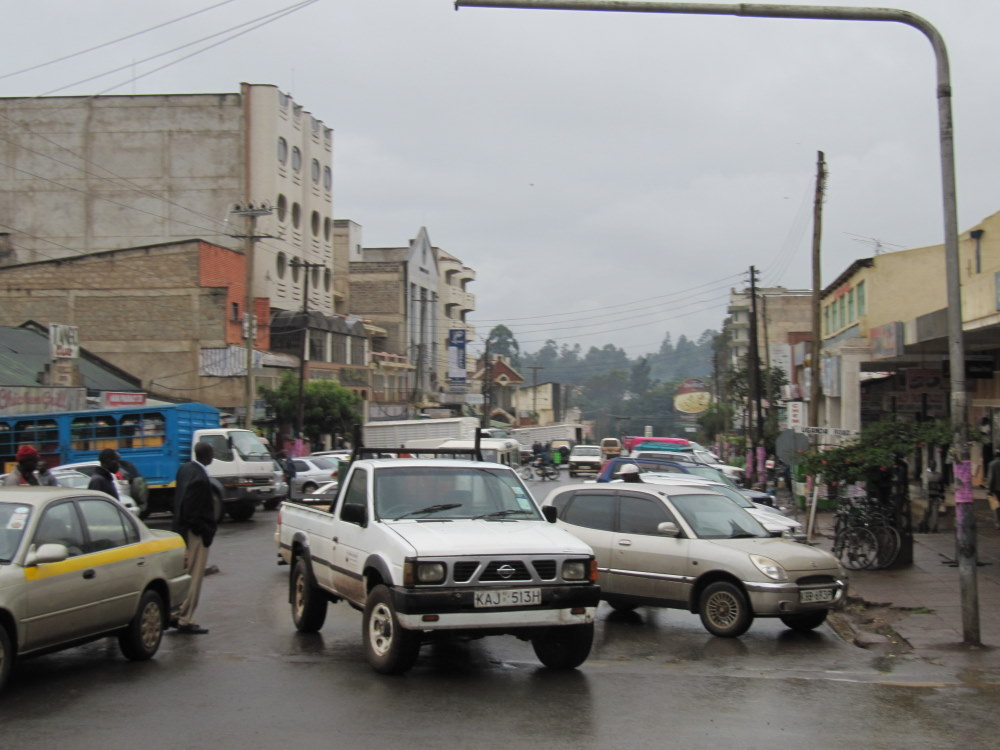
市内

## 交通

### 空港
- エルドレット国際空港

## 教育
1984年設立のモイ大学があり、学生も街の人口の大きな部分を占めている。

## 出身者
- アリ・カヤ - 陸上競技選手[2]